# 4779 Whitley
4779 Whitley este un asteroid din centura principală, descoperit pe 6 decembrie 1978 de Edward Bowell și Warnsch.